# Chirita bifolia
Chirita bifolia är en tvåhjärtbladig växtart som beskrevs av David Don. Chirita bifolia ingår i släktet Chirita och familjen Gesneriaceae. Inga underarter finns listade i Catalogue of Life.